# Blaue Skleren
Bei Blauen Skleren scheint die Lederhaut (Sklera) des Auges nicht weißlich, sondern bläulich.

## In der Humanmedizin
Folgende Ursachen für das Symptom kommen infrage:
- physiologisch bei Säuglingen und wenn die Lederhaut sehr dünn ist, so dass die darunterliegenden Gefäße durchscheinen.
- durch Medikamente wie Retigabin[1] oder Minocyclin[2]

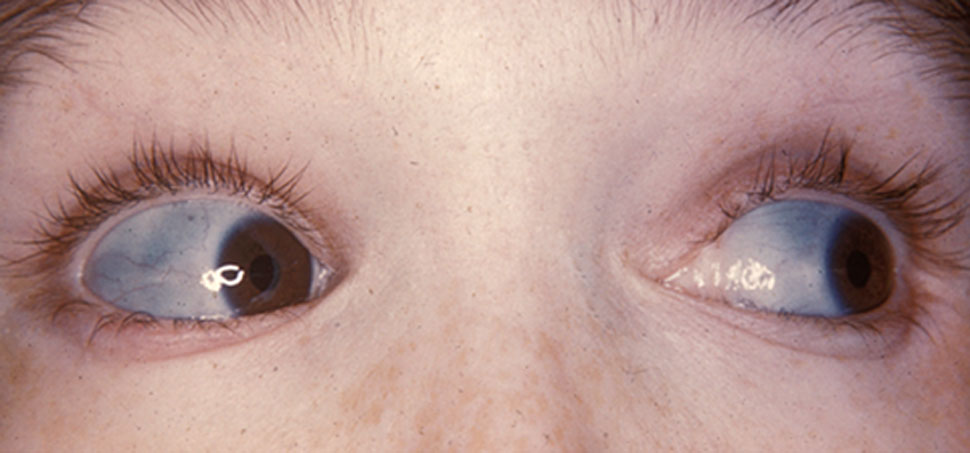
Blaue Skleren bei Osteogenesis imperfecta

- nach Entzündung (Skleritis)
- bei Erbkrankheiten und Syndromen

### Im Rahmen von Syndromen und Erkrankungen
Die bekannteste und wohl häufigste Erkrankung, bei der blaue Skleren vorkommen können, ist die Osteogenesis imperfecta, die über dieses Merkmal beschrieben wurde.
Weitere Syndrome sind:
- AIDS-Embryopathie
- Alkaptonurie
- Bloch-Sulzberger-Syndrom
- Braddock-Syndrom
- Daentl-Syndrom
- Diamond-Blackfan-Syndrom
- Ehlers-Danlos-Syndrom Typ Brittle cornea Syndrom (BCS; Syndrom der spröden Hornhaut)
- Familiäres Mittelmeerfieber
- Grant-Syndrom[8]
- Grubben-de Cock-Borghgraef-Syndrom[9]
- Hypophosphatasie
- Juveniler Morbus Paget
- Kabuki-Syndrom
- Kongenitale Kontrakturale Arachnodaktylie
- Laron-Syndrom
- LEOPARD-Syndrom
- Loeys-Dietz-Syndrom
- Marfan-Syndrom
- Marshall-Smith-Syndrom
- Metaphysäre Chondrodysplasie Typ Jansen
- Osteogenesis imperfecta
- Osteoporose-Pseudoglioma-Syndrom
- Pelvis Dysplasie – Pseudoarthrogrypose (Ray-Peterson-Scott-Syndrom)[10]
- Pilo-dento-ungular dysplasia with microcephaly (eine Beobachtung)
- Pseudoxanthoma elasticum
- Spondyloepimetaphysäre Dysplasie mit Überstreckbarkeit der Gelenke

### Einseitig
Bei folgenden Syndromen können blaue Skleren auch einseitig auftreten:
- Marfan-Syndrom
- Ehlers-Danlos-Syndrom
- Hallermann-Streiff-Syndrom
- Bloch-Sulzberger-Syndrom
- Eisenmangelanämie
- Myasthenia gravis
- Osteogenesis imperfecta

## In der Tiermedizin
Bei Schweinen wird die Infektion mit Rubulavirinae mit der Spezies Porcine orthorubulavirus (Porcines Rubulavirus, La Piedad Michoacán Mexico virus, LPMV) als „Blue-eye disease“ oder „Blue Eye Syndrome“ beschrieben.